# Kawagoe Boys Sing
Kawagoe Boys Sing (japanisch 川越ボーイズ・シング) ist eine Anime-Serie aus dem Jahr 2023, die bei Studio evg unter der Regie von Jun Matsumoto entstand. Die zwölf Folgen erzählen von einem neugegründeten Schulchor, dessen ungewöhnlichen Mitgliedern und dem Weg zum ersten Chor-Wettbewerb. Der Anime wurde international per Streaming veröffentlicht, unter anderem auch mit deutschen Untertiteln. 

## Handlung
Der junge Kapellmeister Haruo Hibiki ist zwar international erfolgreich und berühmt, wird wegen seines schwierigen Charakters aber dennoch aus der Branche herausgeworfen. Seine Großmutter Arisa Hibiki bietet ihm an, einen Neustart zu vermitteln. Aber dafür muss er an der von ihr geleiteten Privatschule Kawagoe einen Chor gründen und mit diesem innerhalb eines Jahres den nationalen Wettbewerb gewinnen. Da ihm nur diese Chance bleibt, begibt sich Hibiki auf die Such nach geeigneten Schülern und wird schnell in den drei Freunden Tenshi Dei, Hiroshi Yazawa und Shūji Shiratori fündig. Tenshi singt seit langem gerne, hat aber vor Auftritten Angst. Daher singt er nur zuhause in einer Studiobox – weswegen er von Hibiki mit dem Spitznamen „Danbocchi“ versehen wird. Nicht nur bei Spitznamen, sondern auch bei jeglicher sozialer Interaktion stellt sich Hibiki ungeschickt, grob und instinktlos an, weswegen ihn die Schüler zunächst meiden. Durch seine Beharrlichkeit und gedrängt auch durch die Schulleiterin willigen sie jedoch ein, mitzumachen. Auch die Musiklehrerin Rika Iijima wird für den Klub vereinnahmt. Sie übernimmt auch die meiste Arbeit, da Hibiki es oft für unter seiner Würde hält, einfach Schüler zu unterrichten. Stattdessen geht er oft einem Botengang für seine Großmutter nach, meist der Suche nach einer Süßigkeit. Aber wenn er sich dem Chor widmet, zeigt er sich als musikalisch äußerst talentiert und dass er Musik als Einziges wirklich ernst nimmt.
Trotz Hibikis sozialem Ungeschick und meist auch durch Druck und Tauschhandel der Schulleiterin kommen mit der Zeit mehr Mitglieder in den Chor. Der geltungsbedürftige Kaito „IT-kun“ Kobashi will sich vor allem mit Shūji messen, den er als seinen Rivalen ansieht. Der muskulöse Shizuo „Mädel-kun“ Barato liebt das Singen und auch sonst vieles mädchenhafte – er hat eine überraschend hohe Stimme – muss sich dafür aber gegen seinen Vater durchsetzen. Jin Adachi möchte geschminkt in die Schule gehen und durch die Teilnahme am Klub wird ihm das erlaubt. Die Zwillinge Kō und Shin Hyūga wetteifern ständig miteinander und freuen sich, dass sie im Klub durch den Unterschied in ihren Stimmen erstmals auseinandergehalten werden. Yū Hakase und Curtis „Magic“ Suzuki sind im Karaoke geübt und haben schon erfolgreiche Online-Videos mit Gesang produziert, sind in der Schule aber Außenseiter. Sie finden im Klub endlich Gleichgesinnte. Gemeinsam üben sie für den anstehenden Wettbewerb, machen eine Exkursion zum Proben und um ihr Wunsch-Stück zu finden und lernen einen konkurrierenden Klub kennen. Dabei beschließen sie, ein eigenes Lied zu schreiben und arrangieren zu lassen. Auf einem Sommerfest trifft Tenshi einen Kindheitsfreund, mit dem er früher gesungen aber dann im Stich gelassen hat. Der Freund ist inzwischen im erfolgreichsten Schulchor und nimmt Tenshi noch immer übel, damals aus Lampenfieber nicht mitgemacht zu haben. Er will sich ihm beim Wettbewerb der Chöre stellen und endlich entschuldigen.
Doch als der Wettbewerb nicht mehr weit ist, kommt es zu einem Zwischenfall: Während der Probe im Konzertsaal nimmt ein Räuber auf der Flucht Frau Iijima als Geisel. Durch die Intervention des Klubs und schließlich der Schuldirektorin kann die Situation aufgelöst werden. Doch dabei mischte sich auch ein Mann ein, der das Ereignis live ins Internet streamte und dabei kommentierte – der Vater von IT-kun. Durch den folgenden Medienrummel müssen die beiden die Stadt verlassen. Alle Mühen der Freunde und Lehrer können die Abreise nicht verhindern und der Chor verliert einen Tenor. Das Üben wird härter und Lehrer und Schüler müssen einige besorgte Eltern überzeugen, dass sie ihre Kinder lange im Klub lassen sollen. Schließlich ist der Wettbewerb da. Doch beim ersten Lied versingt sich Shūji und Tenshi bekommt danach keinen Ton mehr heraus. Vor dem Wunsch-Lied am folgenden Tag müssen die Freunde und Hibiki den beiden helfen, ihre Krise zu überwinden. Schließlich gelingt ihnen ihr zweites Lied. Sie gewinnen zwar nicht, erhalten aber einen Sonderpreis.

## Produktion und Veröffentlichung
Die Animeserie entstand im Auftrag von NBC Universal bei Studio evg in Zusammenarbeit mit Telecom Animation Film. Als Autor wird der Literaturklub der Kawagoe-Schule geführt. Regie führte Jun Matsumoto, der zusammen mit Maki Odaira auch die Drehbücher schrieb. Das Charakterdesign wurde von Ebimo entworfen und von Haru Watanabe für die Animationen adaptiert. Die Tonarbeiten leitete Hiromi Kikuta.
Der Anime wurde erstmals im März 2023 angekündigt. Die zwölf Folgen wurden vom 9. Oktober 2023 bis zum 15. Januar 2024 von Tokyo MX und BS11 in Japan ausgestrahlt. International wurde die Serie parallel auf der Plattform Crunchyroll ausgestrahlt, unter anderem mit deutschen und englischen Untertiteln.

### Synchronisation
| Rolle                       | japanischer Sprecher (Seiyū) |
| --------------------------- | ---------------------------- |
| Tenshi „Danbocchi“ Dei      | Shotaro Uzawa                |
| Hiroshi „Ei-chan“ Yazawa    | Reiō Tsuchida                |
| Shūji „Tori-chan“ Shiratori | Yūki Obara                   |
| Haruo Hibiki                | Kazuyuki Okitsu              |
| Rika Iijima                 | Aya Suzaki                   |
| Arisa Hibiki                | Mika Doi                     |
| Kaito „IT-kun“ Kobashi      | Nao Nakanishi                |
| Shizuo „Mädel-kun“ Barato   | Makoto Kaneko                |
| Curtis „Magic“ Suzuki       | Kazumasa Fukagawa            |
| Yū Hakase                   | Shōta Hayama                 |
| Kō Hyūga                    | Yoji Ikuta                   |
| Shin Hyūga                  | Yuri Ise                     |
| Jin Adachi                  | Subaru Kimura                |

### Musik
Die Musik der Serie wurde komponiert von Junko Yokoyama, Shin Rizumu und Yuki Kanesaka. Das Vorspannlied wurde von Kaco gesungen. Der Soundtrack erschien in Japan auf vier CDs bei NBC Universal.